# Уявна оборона
Уявна оборона — дії,  пов'язані із заподіянням шкоди за таких обставин, коли  реального суспільно небезпечного посягання  не було, і особа, неправильно оцінюючи дії потерпілого, лише помилково припускала наявність такого посягання.
Стан уявної оборони виникає у випадках, коли реального посягання немає, але в особи під впливом дій іншої особи (осіб) та особливостей ситуації, в якій вчинено ці дії, виникає помилкове враження про вчинення (чи реальну загрозу вчинення) суспільно небезпечного посягання, внаслідок чого вона заподіює шкоду, вважаючи, що перебуває у стані необхідної оборони.

## Кваліфікація
При уявній обороні кримінальна відповідальність за заподіяну шкоду виключається лише у випадках, коли обстановка, що склалася, давала особі підстави вважати, що мало місце реальне посягання, і вона не усвідомлювала й не могла усвідомлювати помилковість свого припущення. Питання про те, чи дійсно в особи були підстави для помилкового висновку про наявність суспільно небезпечного посягання, вирішується з урахуванням конкретних обставин справи.
Якщо ж особа в обстановці, що склалася, не усвідомлювала і не могла усвідомлювати помилковість свого припущення щодо реальності суспільно небезпечного посягання, але перевищила межі захисту, який потрібно було застосувати, її дії мають розцінюватись як перевищення меж необхідної оборони. У такому разі кримінальна відповідальність можлива лише за статтями 118 і 124 Кримінального Кодексу. Коли ж особа не усвідомлювала, але могла усвідомлювати відсутність реального посягання, її дії кваліфікуються як заподіяння шкоди через необережність.